# 新舞子ビーチ
新舞子ビーチ（しんまいこビーチ）は、福島県いわき市平藤間にある海水浴場。夏井海岸の中央部に位置する。「新舞子」の名は、兵庫県神戸市にあった舞子浜に由来し、日本の白砂青松100選に選ばれている。周辺は磐城海岸県立自然公園に指定されている。

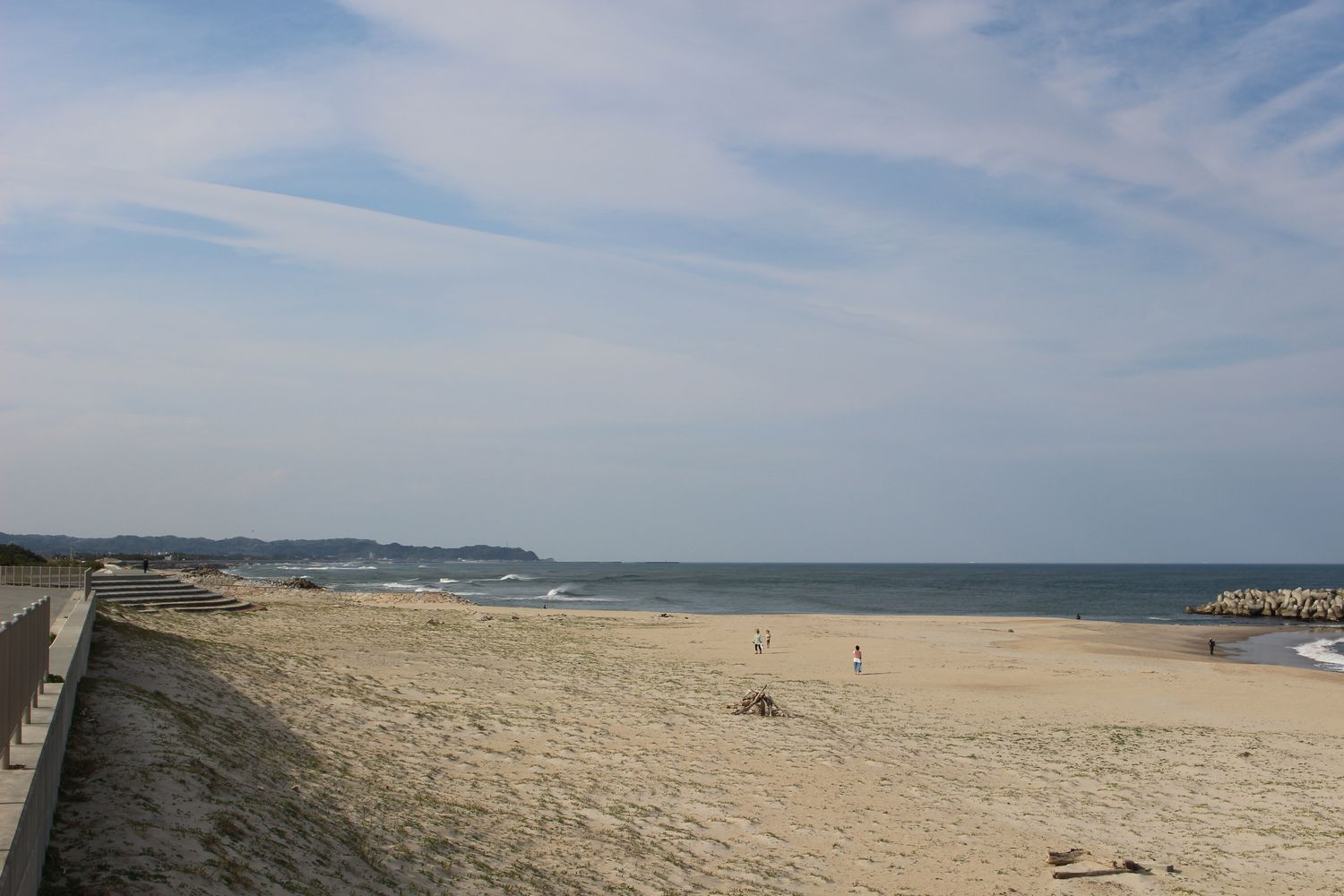
新舞子ビーチ(2022年4月)

いわき市内の海岸はいわき七浜と呼ばれるほど海水浴場が多く存在するが、その中でも最も新しいものの一つで、福島県初の人工ビーチとして1995年（平成7年）にオープンした。新舞子ビーチの本来の砂浜の砂は0.2 - 0.5mmの白色中粒砂（砂岩・頁岩・チャート）であるが、外部から投入されたと思われる花崗岩質の荒い砂も混ざっている。ソテツなどの植物が植栽されている。かつて浜にあったハマナスの自生地はほぼ絶滅した。
無料の駐車場（約600台）やシャワー、更衣室が整備されており、若者から家族連れまで人気がある。オープン期間は7月中旬から8月中旬ほどまでであり、2010年（平成22年）の利用者数は318,568人（うち宿泊客は 66,558人）。また、付近には宿泊施設も整っている。

## 沿革
1985年（昭和60年）から傾斜護岸が建設され始め、1995年（平成7年）には突堤が建設された。海水浴場の開設時から波が高いことが指摘され、海水浴場としては不適との声があったが、1998年（平成10年）8月9日にビーチで初めての水難死亡事故が発生した。その後も人気が高いため、安全対策を万全にするとして、翌1999年（平成11年）以降も海水浴場指定を続けている。
1966年（昭和41年）から2006年（平成18年）にかけて新舞子ビーチの南側で汀線が50m後退したが、4基の離岸堤が建設された新舞子ビーチではパルス状の堆積が見られた。このため、毎年多額の出費をともなう砂の除去を行わなければならない。テトラポッドが北部の海岸に並び、産業技術総合研究所の須藤定久は、「残念なことに名浜『新舞子浜』の大半は無惨な姿になっていた．」と記している。
日本大学の中西三和らが2011年（平成23年）5月15日に行った調査によると、東日本大震災により遊歩道兼防波堤が被災、背後の保安林もなぎ倒された。被災したクロマツ林は市民の手によって再生が進められている。

## アクセス
- 常磐自動車道いわき中央ICより車で約30分（約18km）[4]。
- JR常磐線いわき駅より西原行き路線バス乗車、「かんぽの宿いわき」下車、徒歩約15分[4]。